# Fernando Ónega López
Fernando Ónega López (Mosteiro, Pol (Lugo), 15 de juny de 1947) és un periodista espanyol. És pare de les periodistes Sonsoles i Cristina Ónega. Va ser director de premsa de la presidència del govern d'Adolfo Suárez i és autor del discurs "Puedo prometer y prometo", icònic de la Transició Espanyola. És fill predilecte de Pol (Lugo), la seva localitat natal; i adoptiu de Lalín (Pontevedra).

## Premsa escrita
En els anys 70 va ser sotsdirector de la publicació falangista Arriba. Posteriorment va treballar en diferents mitjans escrits i va ser director del diari Ya (1985-1986). També col·labora habitualment en La Vanguardia i esporàdicament en el diari de Lugo El Progreso.
Té una columna diària a La Voz de Galicia.

## Ràdio
El 1979 ingressa a la Cadena SER realitzant comentaris polítics al programa Hora 25. El 10 de febrer de 1981 va ser nomenat director dels informatius de la cadena, en substitució d'Iñaki Gabilondo, coincidint a més amb l'intent de cop d'Estat del 23-F.
Més endavant va exercir la mateixa responsabilitat a la Cadena COPE (1986-1990).
El 1992 i 1993 va assumir el càrrec de director d'Onda Cero i de nou entre juliol de 2000 i gener de 2002; des de 2004 fins a 2015 va col·laborar amb Carlos Herrera al programa Herrera en la onda, i des d'abril del mateix any ho fa a Más de Uno, així com en La Brújula de Carlos Alsina, tots dos d'aquesta emissora.

## Televisió
Va començar la seva trajectòria a televisió en la cadena pública TVE on a finals dels anys setanta va dirigir el programa informatiu Siete días (1978-1979) i Revista de Prensa (1980). Aquest mateix any va ser nomenat director de relacions externes de la cadena (1980-1981).
El juny de 1993 va començar a col·laborar en els serveis informatius de Telecinco, on va fer anàlisi política a l'espai Entre hoy y mañana de Luis Mariñas. Un any després va passar a la tasca de presentació de l'informatiu nocturn i el 1994, el del migdia.
El 1997 va fitxar per Antena 3 i fins a 1999 va ser el presentador d'Antena 3 Noticias en l'edició de les 21 hores.
En els últims anys ha intervingut com a comentarista d'actualitat en les tertúlies dels espais 59 segundos (2005-2012), El debate de La 1 (2012-), El programa de Ana Rosa (2005-2008) i Las mañanas de Cuatro (2007-2009). Des de 2002 fins a 2009 va col·laborar al programa Saber vivir de Manuel Torreiglesias a TVE. A més, fa uns anys oferia la seva opinió al programa Galicia per diante, dirigit pel periodista Kiko Novoa, en la Radio Galega. Des d'agost de 2009 condueix la secció "Saber mirar" en el magazín de TVE La mañana de La 1.
El 2012 va plantar i va apadrinar un arbre amb el seu nom al Parc de la Comunicació de Boiro (la Corunya), l'únic d'Espanya creat per periodistes. Aquest mateix any va rebre el títol de Soci d'Honor i la Insígnia de Plata del Club Exxpopress de Periodistes de Galícia.

## Llibres
- Juan Carlos I. El hombre que pudo reinar (2015). Biografia de Joan Carles I.
- Puedo prometer y prometo (2013). Biografia d'Adolfo Suárez.
- Terremoto de la vida (2004).

## Premis i reconeixements
- Premi Ondas 1970 i 1979. Nacionals de Ràdio.
- Antena de Oro 1995 per Las noticias de Telecinco.
- Micròfon d'or (2007).
- Premi Exxpopress Honorífic (2011) en el cinquantè aniversari de la seva trajectòria professional.
- Premi Diego Bernal a una trajectòria, atorgat per l'Associació de Periodistes de Galícia, en l'edició 2016